# Nothobroscus
Nothobroscus is een geslacht van kevers uit de familie van de loopkevers (Carabidae). De wetenschappelijke naam van het geslacht is voor het eerst geldig gepubliceerd in 1995 door Roig-Junent and Ball.

## Soorten
Het geslacht Nothobroscus is monotypisch en omvat slechts de volgende soort:
- Nothobroscus chilensis Roig-Junient and Ball, 1995